# Alpaida guimaraes
Alpaida guimaraes är en spindelart som beskrevs av Levi 1988. Alpaida guimaraes ingår i släktet Alpaida och familjen hjulspindlar. Inga underarter finns listade i Catalogue of Life.